# Union Repeating Gun
Die Union Repeating Gun (kurz: Union Gun), auch bekannt als Ager (seltener Agar geschrieben) oder Coffee Mill (zu dt.: „Kaffeemühle“), war eines der ersten (mechanischen) Maschinengewehre. Es kam im Amerikanischen Bürgerkrieg (1861–1865) zum Einsatz. Nicht selten wird es mit der Gatling Gun verwechselt.

## Entwicklung
Es ist nicht ganz nachzuvollziehen, wer der Erfinder dieser Waffe ist und wann sie genau erfunden wurde. In der Regel wird davon ausgegangen, dass sie der Mechaniker Wilson Ager um 1860/61 konstruiert hat. Es tauchen mitunter aber auch die Namen Edward Nugent und William Palmer auf. Der Ursprung der Waffe soll noch bis vor das Jahr 1855 auf sie zurückgehen. Wilson Ager sei lediglich ein Auslandsvertreter der Firma gewesen, welche die Union Repeating Gun bauen und verkaufen sollte, doch erhielt er in England ein Patent dafür und so wurde sie in Europa unter seinem Namen bekannt, sogar noch bevor man sie in den Vereinigten Staaten kannte. Ager, Nugent und Palmer sollen sich später darüber überworfen haben, wem die Urheber- und Patentrechte zustehen.
Anscheinend lässt sich kein amerikanisches Patent finden, obwohl es für eine so zukunftsweisende Innovation logischerweise eins geben müsste, denn schließlich handelt es sich um eines der ersten Maschinengewehre der Geschichte oder doch zumindest um einen unmittelbaren Vorläufer eines solchen. Zwar gab es schon seit Jahrhunderten immer wieder Versuche mit sogenannten Orgel- oder Salvengeschützen, die ihrerseits gleichfalls den Anspruch als Urahnen des MGs erheben können, aber der verheerende Effekt des entsprechenden Kugelhagels wurde durch das umständliche wie zeitraubende Nachladen derartiger Waffen wieder zunichtegemacht. Die Union Repeating oder eben Ager Gun bot dagegen, neben einer für ihre Zeit enormen Kadenz, die Möglichkeit kontinuierlichen Feuerns. Wahrscheinlich ist sie die allererste Waffe dieses Typs überhaupt.
Im Juni 1861 wurde sie US-Präsident Abraham Lincoln vom New Yorker Verkäufer J.D. Mills vorgeführt. Daher stammen auch zwei weitere Bezeichnungen: zum einen Mills Gun, die jedoch selten vorkommt, und zum anderen der Name, unter welchem das Gewehr letztlich berühmt werden sollte – Coffee Mill Gun, die „Kaffeemühlen-Kanone“. Manchmal wird die Gatling Gun fälschlicherweise so bezeichnet. Lincoln selbst, der von technischen Neuerungen fasziniert war, soll der Namensgeber gewesen sein.

## Funktionsweise und Munition
Die Konstruktion ähnelte in der Tat einer Kaffeemühle: eine zentrale Schütte, die als Ladetrichter diente, und eine Handkurbel an der rechten Seite, die die gesamte Mechanik inklusive des Ladens, Abfeuerns und Hülsenauswerfens in Gang setzte. Das Ager war also, wie bereits erwähnt, ein mechanisches (oder handbetriebenes) Maschinengewehr, keine vollautomatische Waffe im heutigen Sinne. Ihrer offiziellen, militärischen Bezeichnung nach war die Union Repeating Gun ein Repetiergewehr. Im Prinzip handelte es sich um einen übergroßen, etwas modifizierten Revolver, weshalb die Waffe auch als Revolverkanone klassifiziert werden kann. Hinter dem Lauf saß eine Art Spindel mit Aussparungen, welche als Ladungsräume (oder Patronenlager) fungierten. Jede Patrone fiel durch ihr Eigengewicht aus dem Trichter zur Ladevorrichtung. Durch Drehen der Kurbel wurde sie vor dem Lauf arretiert, per Hammermechanismus abgefeuert, weitertransportiert und ausgeworfen.
Verschossen wurde die damalige US-Standardmunition vom Kaliber .58 inch (14,73 mm). Das Minié-Burton-Langgeschoss aus Blei wurde zusammen mit einer Schwarzpulverladung von 55 bis 75 grains (3,56–4,86 g) in eine 7 cm lange Stahlhülse geladen, an deren hinterem Ende ein Piston für ein Zündhütchen saß. Was nach einer modernen Metall-Einheitspatrone klingt, war vielmehr ein improvisierter Umweg dahin. Die (immerhin wiederladbaren) „Kammern“, wie man die Hülsen für die Union Gun nannte, waren eher kleine, massive Stahlrohre als leichte Hülsen. Der äußere Durchmesser betrug 1 inch (2,54 cm), deutlich größer als das Kaliber, was einen gegenüber dem Lauf entsprechend größeren Ladungsraum erforderte. So waren Geschoss und Treibladung gewissermaßen „lose“ in einen dicken Stahlmantel eingebunden, den es auch noch präzise auf den Lauf auszurichten galt, im Gegensatz zu modernen Metallpatronen mit ihren dünnwandigen Hülsen, welche für eine enge Passgenauigkeit und hervorragende Gasdichtung im Ladungsraum sorgen.

## Verkauf und Einsatz
Bereits vor dem Amerikanischen Bürgerkrieg soll die Union Repeating Gun in Europa, u. a. in England, vorgeführt und verkauft worden sein, wo man sie bald unter dem simplen Namen „das Ager“ kannte. Auch der Staat Venezuela soll ein Ager-MG bestellt haben. Doch lässt sich durchaus sagen, dass die Waffe praktisch ausschließlich mit dem Amerikanischen Bürgerkrieg in Zusammenhang steht. Weder davor noch danach sind eindeutige Daten oder Fakten zur „Coffee Mill“ bekannt.
Die Erfindung weckte einiges Interesse und wurde – wie quasi alle waffentechnischen Neuerungen im US-Bürgerkrieg – Gegenstand einer hitzigen Debatte. Einige, wie Präsident Lincoln, sahen in derartigen Schnellfeuergewehren eine zukunftsweisende Technologie und potenzielle Geheimwaffe, sprich das, was sie in der Tat – obwohl sie sich in einem sehr frühen Entwicklungsstadium befanden – auch waren. Viele andere, allen voran Feldzeugmeister James Wolfe Ripley, lehnten Maschinen- und auch Repetiergewehre, oft sogar selbst Hinterlader als „neumodischen Kram“ beziehungsweise „Munitionsverschwender“ ab.
Ende 1861 orderte Lincoln persönlich die ersten zehn Exemplare und General McClellan erwarb mit Unterstützung des Präsidenten 50 weitere. Alles in allem erhielt die U.S. Army mindestens 64 Union Repeating Guns, und die allein bis Juni 1862. Es ist also wahrscheinlich, dass noch mehr Waffen geliefert wurden, wenn nicht über das Heereszeugamt, dann womöglich auf privatem Wege. Die Generäle Frémont, Rosecrans und Butler bestellten Ager-MGs. Auch die U.S. Navy beschaffte ein paar Exemplare.
Der erste Kampfeinsatz eines handbetriebenen Maschinengewehrs in der Kriegsgeschichte erfolgte (spätestens) am 29. März 1862 bei Middleburg/Virginia, in einem Gefecht der 28th Pennsylvania Volunteer Infantry (28. Pennsylvania-Freiwilligen-Infanterie) gegen konföderierte Kavalleristen. Im Rahmen des Halbinsel-Feldzuges im Frühjahr 1862 wurden Maschinengewehre vom Typ Ager mehrfach eingesetzt. Die erste Beteiligung an einer größeren Schlacht, nach mehreren kleinen Gefechten, kam am 5. Mai jenes Jahres bei Williamsburg, gefolgt am 31. Mai von der Schlacht von Seven Pines oder Fair Oaks (bis 1. Juni 1862), bei der der Norden die „Coffee Mill“ ins Feld führte, während der Süden erstmals seine Williams-1-Pfünder-Schnellfeuerkanone verwendete. Auch in der Sieben-Tage-Schlacht tauchten die „Kaffeemühlen“ im Kampfgeschehen auf. Nach dem Feldzug waren sie aber nur noch selten in Gebrauch. Der Süden erbeutete im Krieg mehrere Exemplare, über deren weiteres Schicksal allerdings fast nichts bekannt ist. Doch wenigstens einmal setzten die Konföderierten eine Ager Gun ein. Am 25. August 1864 wurde damit bei Ream's Station/Virginia ein Beobachtungsballon der Union unter Feuer genommen – das erste „Fla-MG“ der Geschichte, wenn man so will.
Für den mobilen Gebrauch im Feld lagerte das Gewehr auf einem zweirädrigen Fahrgestell, meist auf einer hölzernen Radlafette, wie man sie auch für kleinere und kleinste Geschütze benutzte. Für den stationären Kampfeinsatz, wie beispielsweise auf Schiffen oder in Befestigungsanlagen, gab es Pivotsäulen. Die Union Gun ruhte auf einer seitlich schwenkbaren Plattform und ließ sich auch für Steilfeuer nach oben verstellen.

### Historisch belegte Orte, Einheiten, Zeitzeugen
Orte, an oder nahe bei denen Union Guns stationiert waren sowie Gefechte, in denen diese eingesetzt wurden:
- Gefecht bei Middleburg/Loudoun County (29. März 1862)
- Warwick Court House/Warwick County, Lee's Mill, Yorktown (Virginia) (April 1862)
- Schlacht von Williamsburg (5. Mai 1862)[1][2]
- Schlacht von Fair Oaks (31. Mai – 1. Juni 1862)

Zu den Einheiten, welche (zumindest zeitweise, vornehmlich 1862) mit diesen Waffen ausgerüstet waren, zählen:
- 28th Pennsylvania (2 Stück, Januar bis April 1862)
- 56th New York (mind. 1, ev. mehrere)
- Excelsior Brigade (74th New York: 2)

Zeitzeugenberichte von Soldaten:
- Private Patrick Lyons (2nd Rhode Island)[3]
- Pvt. Alfred Bellard (5th New Jersey)[4]

## Leistung und Bedeutung
Die Union Repeating Gun kann als das erste praktisch erprobte MG angesehen werden. Es kam allerdings nie über den experimentellen Gebrauch hinaus und spielte keine entscheidende Rolle. Das lag zum einen, wie oft behauptet, durchaus an den altmodischen Ansichten vieler Politiker und Militärs betreffs Bewaffnung, Ausbildung und Taktik von Truppen. Doch andererseits hatte die Union Gun sehr wohl eine ganze Reihe von Befürwortern, die sich gegen die vorherrschenden Konventionen stemmten, so dass der letztliche Misserfolg dieser Waffe direkt auf Misserfolge im Einsatz zurückgeführt werden kann.
Bei Testvorführungen überraschte und überzeugte das Ager viele. Verkäufer J.D. Mills pries es als „eine Armee auf einem halben Quadratmeter“ an. Die Kadenz lag bei bis zu 160 Schuss pro Minute, die effektive Reichweite bei 1000 Yards (über 900 Meter). Im Kampf jedoch konnte es die hohen Erwartungen nur bedingt erfüllen. An und für sich stellte es ein überaus fortschrittliches und zukunftsträchtiges Waffensystem dar, von der Grundidee her einfach, aber genial. Die Schwächen der „Coffee Mill“ lagen im Detail. Insbesondere die merkwürdige Munition, eventuelle Fehler bei der Munitionszufuhr sowie die zu ungenaue Ausrichtung der Ladungsräume auf die Laufseele konnten zu schwerwiegenden Problemen führen. Eine perfekte Liderung (Gasabdichtung) war nicht gewährleistet. Im Gegenteil. Beim Feuern traten oft große Stichflammen zu den Seiten und gar nach hinten aus, was dem Schützen äußerst gefährlich werden konnte. Falsch zugeführte Munition oder ein allzu hektisches Betätigen der Waffe verursachten leicht Ladehemmungen und Fehlzündungen. Diese Gefahr bestand bei allen mechanischen Maschinengewehren. Die Union Repeating Gun war demnach schwer einzuschätzen und kann deshalb kaum als zuverlässig gelten.
Die hohe Wert- oder eben auch deutliche Geringschätzung der Offiziere und Soldaten ihr gegenüber hing von deren ganz unterschiedlichen, individuellen Erfahrungen im Kampf ab. Das konnte in ein und derselben Einheit der Fall sein. So berichtete ein Captain Bartlett von der 28. Pennsylvania von dem erwähnten Gefecht bei Middleburg, dass die Ager Guns das Feuer auf 800 yards (rund 730 m) eröffnet, dem Feind schwere Verluste zugefügt und die Überlebenden zur Flucht gezwungen hätten. Ganz anders fiel dagegen das Abschlussurteil des Regimentskommandeurs Colonel John W. Geary aus, der die beiden Ager-MGs, welche die 28. Pennsylvania im Januar 1862 erhalten hatte, bereits Ende April desselben Jahres wieder zurück zum Zeugamt nach Washington schickte. Seiner Meinung nach waren die vermeintlichen Wunderwaffen „unwirksam und unsicher“.
Trotz aller Widersprüche und obwohl sie mit Kriegsende scheinbar spurlos von der Bildfläche verschwand, war die Union Repeating Gun, neben dem Gatling M1862, das Maschinengewehr des Sezessionskrieges. Erstaunlich ist, dass es zahlreiche typische Merkmale der späteren „echten“ MGs bereits vorwegnahm. Ein überhitzter Lauf war beispielsweise in nur wenigen Handgriffen auszuwechseln. Ein bis zwei Ersatzläufe wurden jedem Exemplar beigegeben. Später erfand Wilson Ager noch ein ausgeklügeltes Luftkühlsystem. Die Munition kam in Messingkisten, die an die heutigen MG-Kästen erinnern, in denen sich die Patronengurte befinden. Sie wurden direkt auf den Ladetrichter gesetzt. Dies ermöglichte ein schnelles, einfaches Nachladen und machte es unnötig die Patronen einzeln mit der Hand zuzuführen, obgleich auch das möglich war. Einige Union Gun-Modelle besaßen sogar eine frontale Schutzpanzerung, wie man sie von vielen schweren Maschinengewehren des Ersten Weltkrieges kennt.